# Lejops curvipes
Lejops curvipes är en tvåvingeart som först beskrevs av Christian Rudolph Wilhelm Wiedemann 1830.  Lejops curvipes ingår i släktet sävblomflugor, och familjen blomflugor. Inga underarter finns listade i Catalogue of Life.